# エアブラシ

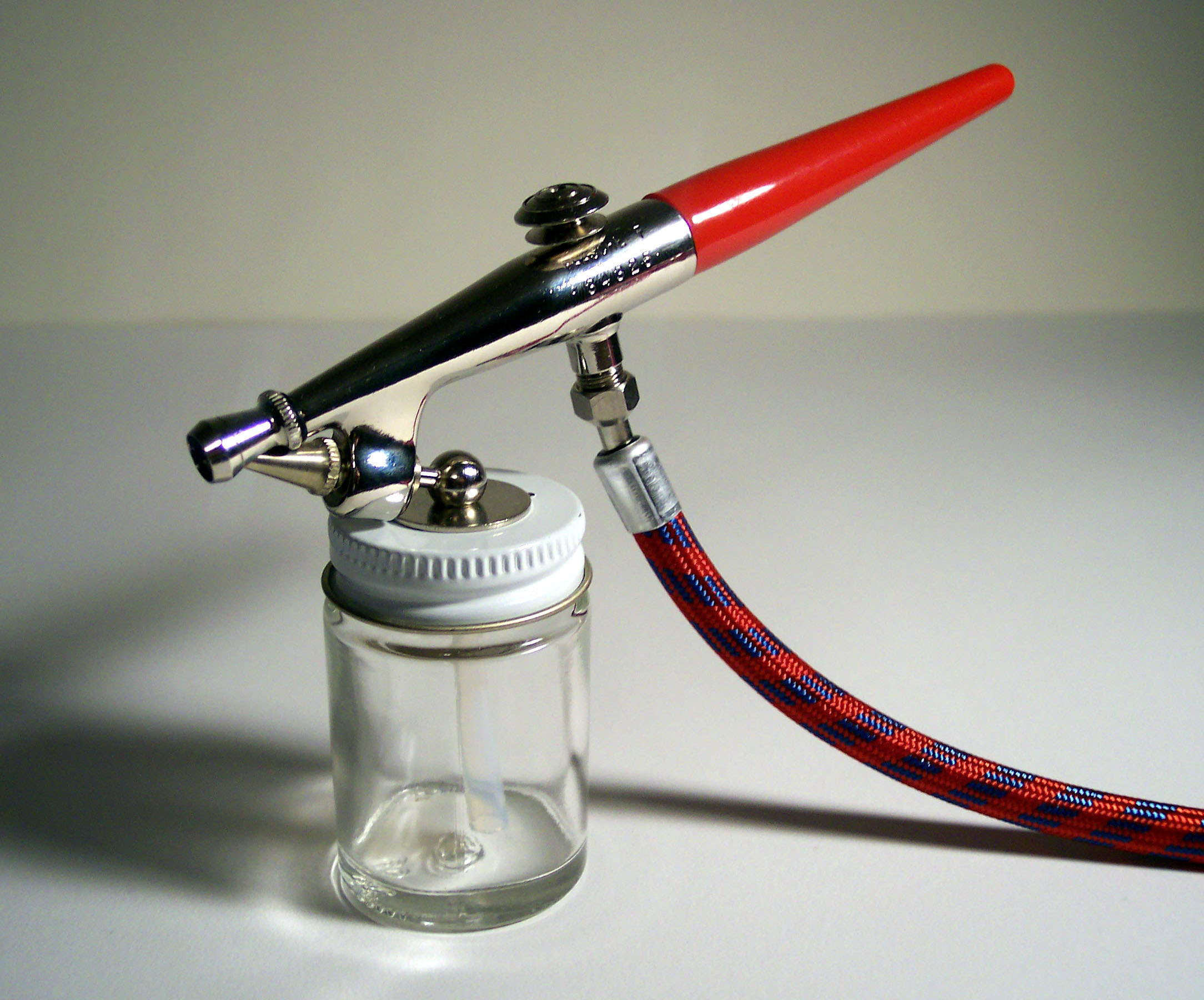
代表的なエアブラシ
パーシェ社のシングルアクション・吸上式型

エアブラシ（英語：air brush）とは、塗装に用いられるスプレー式塗装器具の一種である。

## 概要
圧縮した空気などの気体（以下、エアと表記）の圧力によって塗料・絵具等を霧状に噴射する器具。またそれを用いて描画や着色をする技法のことも指す。
缶スプレーなどと異なり、噴射する塗料などは使う器具を変えずに任意に使い分けることができる。
近年は、自動車のカスタムペイント、Ｔシャツなどのペイント、ネイルアートやボディアート、携帯電話などの小物、人形や工芸品、模型のペイント、絵画など、幅広い用途に用いられ広く普及している。

## 歴史
アメリカ合衆国の特許(Patent Number 182,389) によると、エアブラシに関する最初の特許は1876年にマサチューセッツ州のニュートンに住むフランシス・エドガー・スタンレー(en)によって取得された。彼は彼の双子の兄弟と共にイーストマンコダックの写真乾板やスタンレー・スチーマーなどの自動車の生産で知られている。この特許で作られたエアブラシがどういう形状だったのかはよく分かっていない。

## 名称について
「エアブラシ」という呼称は、低圧なエアを使う小型の霧化機器を言い、自動車塗装などの一般塗装機器に用いられる、同様の形状をした大型の吹付け式塗装機器は「スプレーガン（英語：spray gun）」と呼称されるが、呼称のみ異なった同一のものではなく、圧縮空気を利用しない機器などスプレーガンの形状や仕組みも異なる。
日本では「ピースコン(PIECE COM)」、「トリコン(TRICON)」、海外では「バジャー(badger)」「パーシェ(Paasche)」と呼称されていることがあるが、これらはいずれも販売しているメーカーの製品名もしくは会社名である。

## 利用例

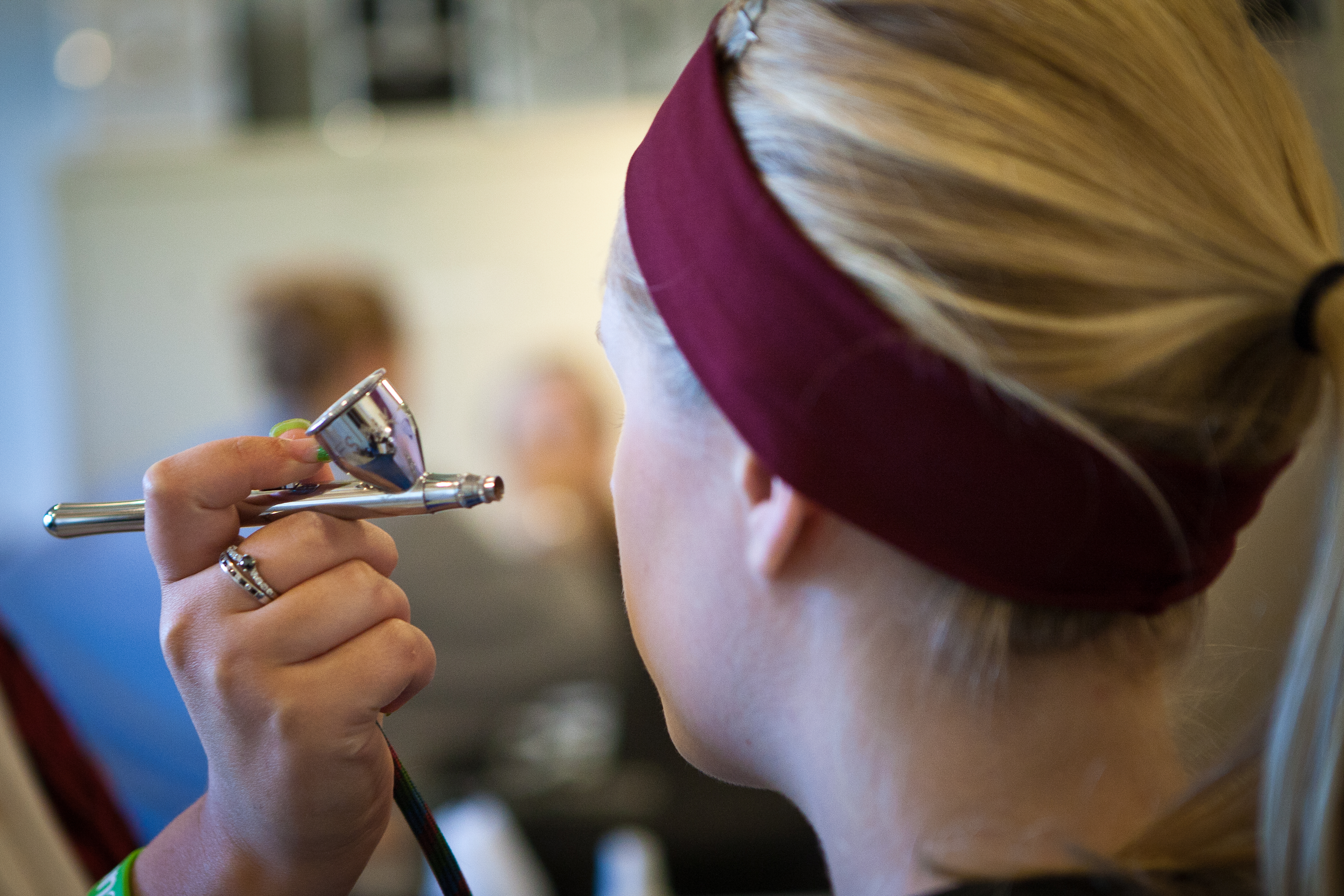
エアブラシによる化粧

エアブラシは霧状の色材で吹き付けパターンの外側が薄く暈けるためグラデーション効果や、下にある色を透かす効果が容易に得られるため、写実的なイラストレーションをはじめとして、多彩な表現を行うことができる。
エアブラシによるペイントはフリーハンドはもちろん、不要箇所を覆い隠すこと（マスキングと呼ぶ）でパターンを描くことができる。マスキングには塗り分けを目的としたテープ類、模様や文字などをパターンとして切り抜いたフィルムや紙（ステンシル・テンプレートなどと呼ぶ）、定規や綿など様々なものを用いる。ステンシル類はテープなどで固定する場合もあるが、移動させつつ繰り返し用いることで複雑なデザインを作る場合も多い。
また、小さな面積に対する塗装を行うための道具として、模型・工芸作品の制作においても使用される。
特に模型製作では初心者にも利用される基本的な道具となっており、筆塗りでは難しい均一でムラの無い平滑な塗装面が得られること、ぼかし表現や微妙な陰影の表現ができるなど多くの利点により、広く普及している。かつては、最初に道具を揃えたりする導入コストが高く、使うのにも慣れが必要なことから上級者向けの道具・技法として認識されていた。しかし近年エアブラシの普及に伴ってエアブラシ本体および用具が安価で入手が容易になったこと、初心者でも塗装しやすい手法（エア圧とエア流量を一般的な適正値よりも低く、塗料濃度をかなり薄くすることで、塗装時のコントロールが容易になった）ができたこともあり、非常に多く利用者がいる。

## 構造

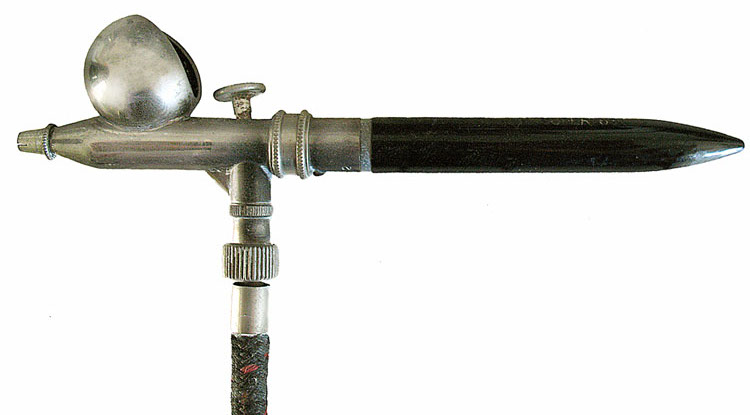
エアブラシ
エアログラフ社のもの

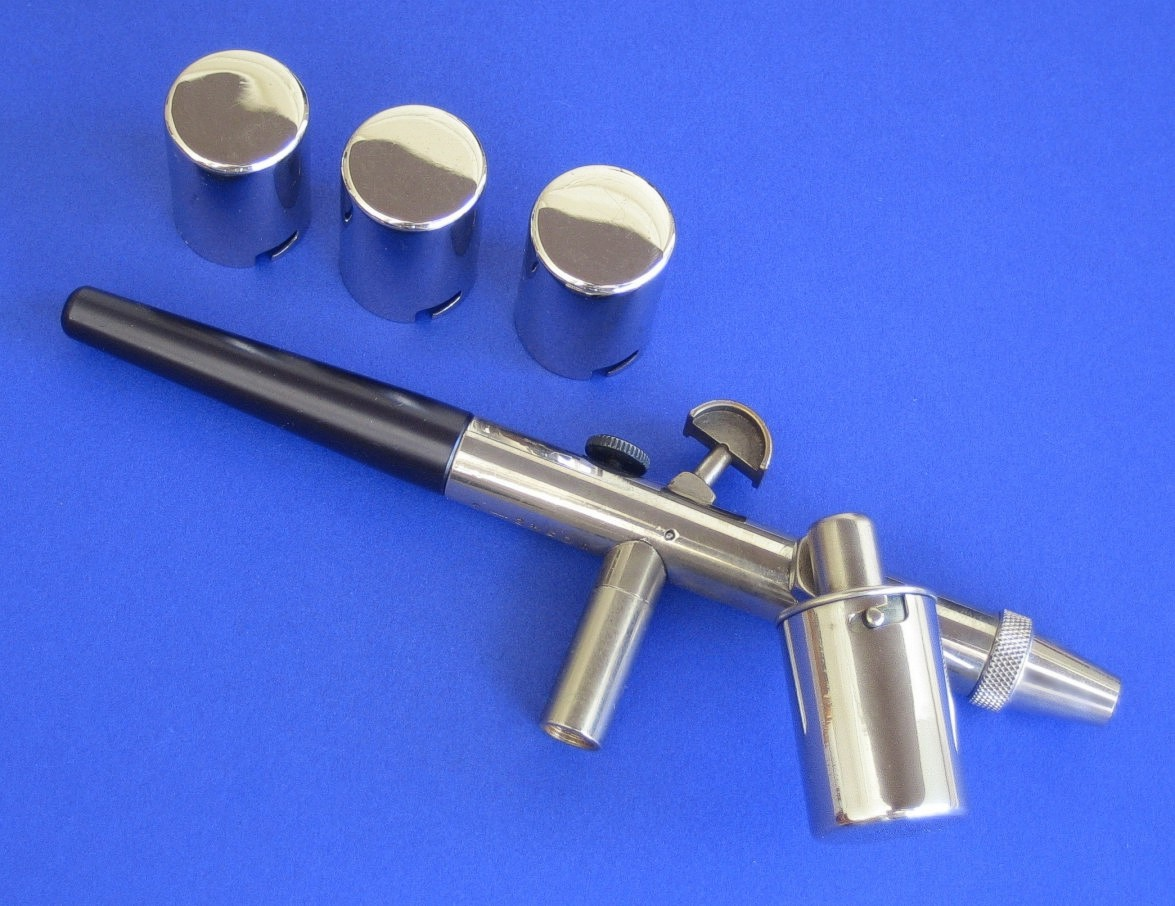
エアブラシのハンドピースと交換用塗料カップ。下方向に伸びている管にエアーホースを接続して使う。

噴射口をもつ本体（ハンドピース）に、塗料を入れる「塗料カップ」とエアコンプレッサーからエアを導入するホースを接続して使用する。ボンベを使用する場合はハンドピースに直接接続することもできる。
塗料カップの取り付け形式には本体上部（特に呼称はないが便宜上上つきカップと呼ぶ）、本体側面につくサイドカップ、および、本体下部につくボトル式がある。塗料の供給方式としては重力式（上つきカップ、サイドカップ）と吸い上げ式（ボトル式およびサイドカップ）がある。また、カップは固定式のものと交換式のものがあり、交換式の目的としては容量の異なるカップを使い分ける、洗浄や色替えをボトル交換によって行う、などがある。
塗料の流量は、ノズルを塞いでいるニードル（針）弁の前後動により、ノズルとニードルの隙間の調整することで行う。ノズルから出る塗料は、その外側にあるエアキャップを通ってきたエアと混ざり合い霧状となって吹き出される。
吹き付けパターンの大きさ（面積）はエアブラシと吹き付け対象物の距離によって変わり、ノズル口径によってもその大きさは異なる。利用の多いノズル口径 0.3 mm では丸形のパターンで、サイズは 30 mm 程度である。太い線や面を塗る場合はエアブラシを対象から離し、細い線で細部を描き込むような場合は数ミリ程度にまで近づける。この際、適切な量を塗布するためにニードルのコントロールが不可欠であり、エアブラシを移動させる速度とも深く関係する。また、エアブラシ先端のニードルキャップと呼ぶニードルの先端を保護する部品の有無で霧の状態が変わることを利用したり、エア圧とエア流量を下げて粗い粒子を作りテクスチャ（スパッタリングのような粒子感が出る）として利用することもある。
ハンドピースの機構は3種類に大別される。
ダブルアクション標準となるものである。レバー操作が2段階あり、まずレバーを押し下げることでエアバルブを開き、次に、レバーを押し下げたまま後ろに引くことで塗料を出す。この2つの動作をもってダブル（デュアルと呼ぶ場合もある）アクションという。現代のモデルも世界で最初に発売されたものとは形状や機能に大きな違いはない。扱うには慣れが必要だが、微調整しやすいので熟練者に好まれる。
トリガーアクションダブルアクションのレバーをピストルのような引き金に変えたものと、レバーの形状も位置も変わらないものがある。スライドカムを介してエア流量と塗料流量の変更を行うため、自動的に適切な量が決まる。引き金を引くだけの単純な動作（ただし、ダブルアクションと同じ2段階の動作を連続した動作で行っている）で初心者でも扱いやすいが、部品が変わってしまうため高価なものが多い。
シングルアクションダブルアクションを簡易化したもので、簡易式エアブラシなどとも称される。エア流量の操作をレバーでおこない、塗料の流量は変えられないか、変えられる場合は本体後方に調整ダイアルがついているものが多い。レバー操作が一つ減るためシングルアクションと呼ばれる。扱いやすく一定量の吹き付けを行うには適しているが、強弱をつける操作が出来ないため細部の塗装などには向かない。その性質上安価なものが多い。

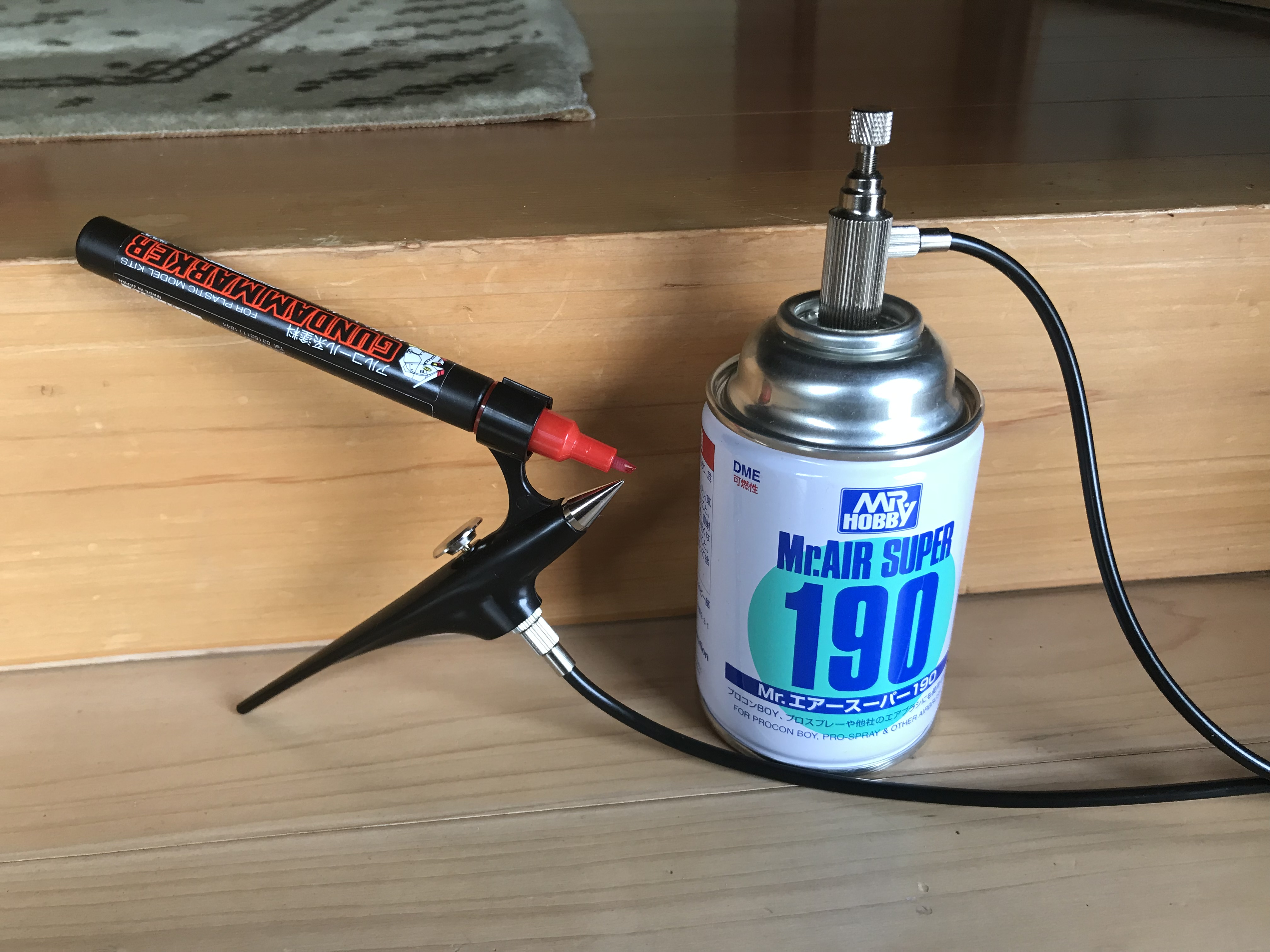
GSIクレオス製ガンダムマーカーエアブラシシステム

また、簡易なものとしてコピックやガンダムマーカーなどのペン（フェルトペン）のペン先に圧縮空気、圧縮ガスを噴射させるなどして利用するものもある。
用いられる色材は、水彩絵具・油絵具・アクリル絵具および日本画用に用いられる岩絵具を含む色材、墨汁、ドローイングインク、（カラー）インク、染料、ホビー向けの水性塗料や油性塗料、家庭用塗料などほとんどの色材、塗料が使われている。
上記の内塗料類は、液状で粘度が低く、大きい粒子が入っていないものであれば大抵のものは利用することが出来るが、希釈剤、溶剤類によってエアブラシ内部のパッキン類を劣化させることがあり、できるだけパッキン類に耐溶剤性のあるものを用いるのが望ましい。